# Compsobuthus maidensis
Espèce
Compsobuthus maidensis est une espèce de scorpions de la famille des Buthidae.

## Distribution
Cette espèce est endémique du Somaliland en Somalie. Elle se rencontre vers Maid.

## Description
Le mâle holotype mesure 30,33 mm et la femelle paratype 33,38 mm.

## Étymologie
Son nom d'espèce, composé de maid et du suffixe latin -ensis, « qui vit dans, qui habite », lui a été donné en référence au lieu de sa découverte, Maid.

## Publication originale
- Kovařík, 2018 : « Scorpions of the Horn of Africa (Arachnida, Scorpiones). Part XVI. Compsobuthus maidensis sp. n. (Buthidae) from Somaliland. » Euscorpius, no 260, p. 1-11 (texte intégral).